# Soetgen Gerrits
Soetgen Gerrits, of Soetken Gerrijts, († 1572) was een blinde Rotterdamse schrijfster van gedichten die gebaseerd zijn op de Bijbel. Ze was doopsgezind en de gedichten ontstonden omdat mensen advies vroegen aan Soetgen en als antwoord een gedicht kregen. Deze gedichten zijn na haar dood gebundeld. Het boek had de titel:

Een nieu Gheestelijck Liedt-boecxken twelck noch noyt in Druck gheweest en is Wtden Ouden ende Nieuwen Testament ghemaeckt van een blinde Dochter genaemt Soetken Gerijts van Rotterdamme gheboren, daer ghy in die voorreden des boecx breeder bescheyt aff vinden sult. Ende dewyle deze Liedekens by veelen verstroyt waren zijn sy met neersticheyt by den anderen versament ende een bysonder Boecxken daer van ghemaeckt, en int licht ghebracht door J.C.

Het oudste exemplaar van dit boek stamt van voor 1592. De gedichten circuleerden eerst in kleine kring en waren handgeschreven. Pas later zijn ze gebundeld en gedrukt. De gedichten gingen over adviezen voor sociaal en minzaam gedrag. Ook waren er aanmaningen aan de jeugd en typische huwelijkslessen. Vroomheid en eendracht zijn de kernbegrippen van de gedichten. De gedichten waren niet speciaal geschreven voor vrouwen. Soetgen gaf onder andere advies aan voorgangers van de kerk en dat waren in die tijd altijd mannen. Het succes van Een nieu Gheestelijck Liedt-boecxken inspireerde Vrou Gerrits (geen familie van Soetgen) tot een soortgelijk boek.

## Fragment
Gij mannen, hebt lief uw wijven
Behoorlijk na des Apostels schrijven
Regeert uw huizen net
Zachtmoedig zonder kijven;
Daartoe zijt gij gezet. ...

Gij vrouwen, wilt hier op zinnen, hebt lief uw mans, uw kinders wilt beminnen
Versiert* toch wel u huis
Laat u zorgvuldig winnen
Zachtmoedig ende kuis.
netjes en schoon houden

Gij mannen, hebt lief uw wijven behoorlijk na des Apostels schrijven regeert uw huizen net zachtmoedig zonder kijven; daartoe zijt gij gezet. Wie niet wel kan

## Bron
- Met en zonder lauwerkrans, Amsterdam University Press, 1997